# Velîka Koșelivka, Nijîn
Velîka Koșelivka (în ucraineană Велика Кошелівка) este o comună în raionul Nijîn, regiunea Cernihiv, Ucraina, formată numai din satul de reședință.

## Demografie
Componența lingvistică a comunei Velîka Koșelivka
     Ucraineană (98,34%)
     Rusă (1,4%)
Conform recensământului din 2001, majoritatea populației comunei Velîka Koșelivka era vorbitoare de ucraineană (98,34%), existând în minoritate și vorbitori de rusă (1,4%).